# مانلی آنجل جیمز
مانلی آنجل جیمز (انگلیسی: Manley James; ۱۲ ژوئیهٔ ۱۸۹۶ – ۲۳ سپتامبر ۱۹۷۵) فرد نظامی اهل بریتانیا بود. وی همچنین برندهٔ جوایزی همچون صلیب نظامی و صلیب ویکتوریا شده‌است.